# 谷岡郁子
谷岡 郁子（たにおか くにこ、1954年5月1日 - ）は、日本の教育者、元政治家。学位は博士（芸術工学）（神戸芸術工科大学・1998年）。至学館大学・同短期大学部学長、学校法人至学館理事長、日本レスリング協会副会長。参議院議員（1期）、みどりの風代表などを歴任。

## 人物
祖父は大阪商業大学創設者の谷岡登、父は元谷岡学園総長の谷岡太郎、弟は谷岡学園理事長の谷岡一郎、娘は漫画家の谷岡曜子。
- 神戸女学院中学部・高等学部を卒業
- 1979年にカナダ・オンタリオ州立トロント大学文理学部を卒業。発生生物学を専攻[4]。
- 1986年6月に中京女子大学（現在の至学館大学）学長に就任。
  - 同年12月、谷岡の就任に反対した3人の教授を解雇した[5]。
  - これに対し教授らは訴訟。谷岡は処分を撤回。
- 1988年、中京女子大学にレスリング部創設。
- 1998年に神戸芸術工科大学大学院芸術工学研究科を修了。博士（芸術工学）を取得[6][7]。
- 2005年、学校法人至学館理事長を兼務。
- 2007年7月29日に、第21回参議院議員通常選挙で民主党公認と国民新党推薦を受けて愛知県選挙区から立候補して初当選する。
- 2012年7月17日に、民主党へ離党届を提出[8][9][10][11]し、谷岡ら民主党の3人の離党は24日の常任幹事会で正式に承認された[12][13]。「原発ゼロ社会」「反TPP」「本当の意味での一体改革」「国会改革」を旗印に院内会派「みどりの風」を結成[14]し、創設メンバーの亀井亜紀子・行田邦子・舟山康江と共に共同代表に就任する。政治資金規正法に基づく総務省へ届け出は谷岡が単独代表[15]である。
- 2013年1月28日に、党の共同代表制を廃止し谷岡が代表となる。同年夏の第23回参議院議員通常選挙で比例区選出の平山誠と選挙区を交代し、比例区から立候補するが落選する[16]。選挙後の記者会見で「みどりの風は役割を終えた。」と述べ、自らの代表辞任と政界引退を表明した[17]。
  - 同年、日本レスリング協会副会長就任。

## 主張・政策
- 選択的夫婦別姓制度導入に賛同する[18]。
- 2009年5月に民主党代表選挙で鳩山由紀夫の推薦人となる。
- 2010年3月16日に参議院文教科学委員会で、東京都が審議中の青少年健全育成条例改正案について触れ、「漫画・アニメにまで、際限なく規制を広げるのはコンテンツ産業の萎縮に繋がる」と、実際にコミックス・コードを作ったことでコミック産業が打撃を受け、衰退したアメリカの例を引き合いに出し、この種の規制については慎重な議論をすべきであるとの主張を行った。
- 2010年5月17日に東京都青少年健全育成条例改正を考える会が主催した緊急シンポジウム「どうする！？ どうなる？ 都条例――非実在青少年とケータイ規制を考える」に出席した[19]。
- 2018年3月にレスリング選手とその監督へのパワハラ問題で学長かつ日本レスリング協会副会長として「今回の騒動で迷惑している」「伊調馨さんは選手なんですか？そもそも彼女は東京五輪をめざしているのですか？」「選手でない人、五輪をめざすはずがない人の5連覇を阻止するということが、存在できるでしょうか」とアスリート軽視の姿勢などから批判を受けた[20]。

### 外交関連
- 2008年8月に永田町の参議院議員会館で開催された『「慰安婦」問題解決へ 8.7院内集会』に参加。なんとしても被害者の生きているうちに日本に謝罪させたいと挨拶した[21]。
- 2009年、第171回国会で国連の自由権規約人権委員会が従軍慰安婦に対して日本政府に謝罪と補償などを行うよう求める勧告したことを受け、「国際社会を納得させる対応を準備しているのか」と質問した[22]。
- 2009年2月3日に開催された民主党外交防衛部門会議で長島昭久が提案し、党幹事長鳩山由紀夫も「政権交代の暁に、積極的、前向きに検討する」と明言していたソマリア沖の海賊対策のための自衛隊海外派遣に関連して、「まず民間船舶会社の自己責任と国の責任の区別をきちっとすべきだ」と発言して海賊被害は民間船舶会社の自己責任との持論を展開し、自民党議員から「民主党はいまごろ『海賊って何だ』という議論をしていて、大丈夫なのか」との批判があがった[23][24]。
- 2011年12月8日の参議院外交防衛委員会で、ヨルダンおよびベトナムへ原発輸出を認めない立場から、これらを含む4か国の政府との原子力の平和的利用における協力のための日本国政府との間の協定の締結について承認を求めるの件（第177回国会内閣提出、第179回国会衆議院送付、提出番号2,3,4,14）の審議中に疑問を呈する質問を行い[25]、翌9日の本会議で投票を棄権[26]し、委員会の民主党筆頭理事を解任された[27]。

#### 普天間基地問題
- 米外交専門誌による普天間基地移設問題に関する記事で、谷岡は鳩山首相に米国への強硬姿勢を取らせるように仕向けている左翼議員（a left-wing backbencher）として紹介されている[28]。
- 2009年10月に普天間基地問題について話しあうために訪米し、米国の国務省高官が「民主党幹部の一人が合意通り進めることに賛同した」と述べると、「私はその幹部より頭がいい」と反発して米国側を困惑させた[29]。

### 小沢ガールズ
- 2006年6月6日に小沢一郎と国会で面談して立候補の意向を打診されるが、民主党県連が希望者を広く募る選考方法を決めたことに反発して「応募しない」とする記者会見を開いた[30]。小沢の説得により、8月24日に小沢同伴の記者会見を開き、民主党から出馬することを表明した。2009年3月12日にいわゆる「西松建設献金事件」で小沢の公設秘書が逮捕されると、党本部に駆け付けて小沢ガールズとして小沢を激励し、民主党代表を続投するよう直訴した[31]。2010年2月12日に、政治資金収支報告書への誤記事件でマスコミの厳しい批判を受けていた小沢を激励するため、バレンタインチョコレートを手渡した[32]。

## 著書
- 「子育ては究極のレクリエーション」（徳間書店刊、1991年） ISBN 4195547156